# Паруйр Айрікян
Паруйр Айрікян (Айрікян Паруйр Аршавірович) (вірм. Պարույր Հայրիկյան, 5 липня 1949, Єреван) — вірменський політик і колишній радянський дисидент. Один з лідерів демократичного руху в Радянському Союзі. Автор вірменських патріотичних пісень, композитор.

## Біографія
Після закінчення середньої школи у 1966 році працював електриком на трикотажній фабриці та навчався у політехнічному інституті. Вступив до підпільної Національної об'єднаної партії (НОП). Очолив молодіжний відділ НОП «Шант» («Блискавка»). Після арешту керівників партії у 1968 році став фактичним очільником партії.
Після того як 24 квітня 1969 року «Шант» провів радіопередачу біля пам'ятника жертвам геноциду, Айрікян в числі шести учасників був заарештований. Був засуджений до позбавлення волі в таборах суворого режиму на чотири роки. Термін відбував у таборі в Мордовії.
Після повернення до Вірменії був обраний керівником НОП, реорганізував її діяльність. У 1974 році виїздив до Москви для зустрічі з дисидентами. За «порушення режиму нагляду» у лютому 1974 року був заарештований та засуджений на два роки таборів суворого режиму. Після оголошення вироку його перевили до СІЗО КДБ, де порушили нову справу. 22 листопада 1974 року Був засуджений на сім років ув'язнення та три роки заслання.
Був відправлений для виконання вироку в табір Мордовії. У 1976 році разом з В'ячеславом Чорноволом як редактором журналу «Український вісник» і Володимиром Осиповим як редактором журналу «Вече» підписали розроблений ними проект нового варіанту «Статусу політв'язня СРСР». У 1981 році за три місяці до закінчення, ув'язнення за сфабрикованою справою про дачу хабаря, був засуджений на три роки ув'язнення.
До Вірменії повернувся у 1987 році. У січні 1988 році в Єревані пройшла нарада представників національно-демократичних рухів народів СРСР. Айрікян представляв Вірменію. У лютому 1988 року, після того як він звинуватив владу СРСР в організації погромів вірмен у Сумгаїті, був висланий до Ефіопії, звідки перебрався до США.
Після заочного обрання травні 1990 року депутатом Верховної Ради Вірменії йому повернули громадянство і у вересні 1990 року повернувся до Вірменії.
У 1995 році знову обраний депутатом Верховної Ради Вірменії, очолив очолюючи партію «Національне самовизначення». У 1998—1999 роках очолював комісію з підготовки конституційних змін при президентові Вірменії.
У 1999—2002 роках був керівником комісії з питань прав людини Вірменії. У 2002 році обраний очільником партії «Об'єднане Самовизначення», Ця партія висувала його в лютому 2003 року кандидатом на пост Президента Вірменії.
У 2013 році, як голова вірменської партії «Союз за національне самовизначення», був кандидатом у Президенти Вірменії. 31 січня 2013 року на нього був вчинений замах, отримав поранення в плече.

## Книги
- On a Quest of the Light, by Paruyr Hayrikyan, US, Xlibris, 2015, 192 p. ISBN 978-1-5144-1787-4
- The formula of democraticity and complete democracy or necessary features of a democratic parlamentary system, by Paruyr Hayrikyan, Yerevan: UNSD publishing house, 2007, 16 p.